# Asthenotoma
Asthenotoma is een geslacht van weekdieren uit de klasse van de Gastropoda (slakken).

## Soorten
- Asthenotoma juvenilis Lozouet, 2015 †
- Asthenotoma lamothei (Dautzenberg, 1910)
- Asthenotoma meneghinii (Mayer, 1868) †